# John van Nielen
John van Nielen (Sint Michielsgestel, 25 december 1961 – Schijndel, 31 maart 2014) was een Nederlands voetballer en trainer in het amateurvoetbal.
Van Nielen debuteerde op zestienjarige leeftijd voor FC Den Bosch. Hij speelde bijna 200 competitiewedstrijden voor die club en speelde nog enkele jaren in België voor Witgoor Sport Dessel en bouwde daarna af bij RKSV Schijndel. Bij die club begon hij ook als jeugdtrainer en vervolgens trainde hij ook in de jeugd van FC Den Bosch. Hij was hoofdtrainer van Uno Animo, Roda Boys, RKSV Oisterwijk, Maaskantse Boys, VOAB, Avanti '31 en EVVC.
Bij Van Nielen werd op zijn dertigste longkanker geconstateerd. Daarvan herstelde hij maar in 2012 werd maagkanker geconstateerd en daaraan overleed hij in 2014.